# João Batista de la Barrière
João Batista de la Barrière ou Jean-Baptiste de la Barrière ou ainda Jean de la Barrière (Saint-Céré, Lot,  29 de abril de 1544 - Roma,  1600) foi abade e reformador da abadia de  Notre-Dame de Feuillant próximo a Toulouse. É considerado Venerável pela Igreja Católica.

## Ligação externa
- «Feuillants» (em inglês) em Catholic Encyclopedia.